# Nationalpark Kauhaneva-Pohjakangas
Der Nationalpark Kauhaneva-Pohjakangas, originalsprachlich finnisch Kauhanevan–Pohjankankaan kansallispuisto und schwedisch Kauhaneva–Pohjankangas nationalpark, ist ein 1982 eingerichteter Nationalpark im Westen Finnlands.
Der 57 km² große Nationalpark befindet sich auf dem Gebiet der Gemeinden Kauhajoki und Karvia an der Grenze der Landschaften Südösterbotten und Satakunta. Einige angrenzende Gebiete stehen ebenfalls unter Naturschutz unterschiedlichen Grades. Die im Rahmen des Natura 2000-Programms ausgewiesene Schutzfläche Kauhaneva-Pohjakangas ist insgesamt 68,65 km² groß.
Der Nationalpark umfasst Wald- und Moorgebiete im Südwesten der Moränen von Suomenselkä. Im Norden des Parks liegt seine markanteste Moränenaufschüttung, der Esker Pohjakangas. Die übrige Parkfläche ist recht flach und zum überwiegenden Teil von Hochmooren bedeckt, deren größtes Einzelmoor das namensgebende Kauhaneva-Moor ist.